# Verka Borisovová
Verka Borisovová (provdaná Stojanovová, bulharsky Верка Борисова, Стоянова; * 26. února 1955) je bývalá bulharská volejbalistka, bronzová medailistka z letních olympijských her v Moskvě 1980. Nastoupila ve všech pěti utkáních a mimo týmového úspěchu byla také vyhlášena nejlepší nahrávačkou turnaje.
V roce 1979 byla členkou bronzového a v roce 1981 vítězného týmu na mistrovství Evropy. S volejbalem začínala v 11 letech. Od roku 1969 byla hráčkou CSKA, kde působila až do roku 1983 a se kterým vybojovala řadu domácích i Evropských trofejí. V roce 1983 odešla do Itálie, kde působila v Reggio di Calabria, Spazanu a Pescaře.